# Публичные люди
Публічні люди (рос. Публичные люди) — український журнал. Позиціонується як суспільно-політичне видання, майданчик для аналізу головних подій в політиці, бізнесі, науці, культурі, та стилі життя.
Основні розділи журналу:
- Інтерв'ю з політиками, бізнесменами, діячами культури;
- Фото- і арт-проєкти;
- Авторські есе;
- Новини мистецтва і культури;
- Спецпроєкти;
- Інформаційно-розважальний додаток «Без краватки».

Серед авторів журналу відомі українські журналісти, публіцисти блогери — Олег Покальчук, Сергій Іванов, Олександр Михельсон, Леся Ганжа, Ірина Лерман, Ірина Карпинос, Валерій Кестер, Євген Магда, Ірина Гордійчук.
Журнал видається і друкується в Києві.

## Історія
Проєкт був створений засновником ТОВ «Форзац» Наташею Влащенко.
Перший номер журналу вийшов у лютому 2003 року, сайт відкрився в 2005 році, а в 2015 році був проведений його редизайн.
Головним редактором журналу від початку його існування і по нинішній день є Наталя Влащенко.
З лютого 2014 року Наталя Влащенко стала ведучою авторської програми "Люди. Hard Talk "на телеканалі 112 Україна.
У 2009 році журнал «Публічні люди» став лауреатом загальнонаціональної програми «Людина року-2009».
У 2011 році брав участь у найдовшому в світі телемарафоні в форматі ток-шоу «Українська незалежність», присвяченому 20-й річниці незалежності України.

## Проєкти
- 2007, 2008 — фотовиставка «Публічні люди без краватки»[5]
- 2002—2009 — видання каталогу «Обличчя України»
- 2009 — видання книги Олега Покальчука «Тремтячі еліти»[6]

- 2011 — видання книги Наталії Влащенко і Євгена Мінко «Діалоги тварин»[7]

- 2012 — видання книги Тимофія Нагорного «Сила мрії»
- 2014 року, 2015 — всеукраїнський журналістський конкурс «Текст»[8].